# Айрапетян, Вагаршак Караевич
Вагаршак Караевич Айрапетян (15 февраля 1921, Карабулак — 1994) — участник Великой Отечественной войны и полный кавалер ордена Славы. Старшина.

## Биография
Родился в селе Акнахбюр (Армения) в крестьянской семье. После окончания шестого класса (1936 год) устроился работать в колхоз.
В Красной Армии с 8 августа 1942 года, в боях начал принимать участие с октября 1942 года. Воевал на Западном, Центральном, 2-м Белорусском и 1-м Белорусском фронтах. Участвовал в Брянской, Гомельско-Речицкой, Бобруйской, Минской, Белостокской, Варшавско-Познанской и Берлинской наступательной операциях. 17 августа 1944 года был награждён орденом Славы 3-й степени. 29 марта 1945 года был награждён орденом Славы 2-й степени. 15 мая 1946 года был награждён орденом Славы 1-й степени, став полным кавалером ордена Славы.
Демобилизован в мае 1946 года. Жил в родном селе. Работал на птицеферме колхоза имени Камо.
Умер в 1994 году.

## Награды
- Орден Славы 1- й степени (№ 2699, 15 мая 1946);
- Орден Славы 2-й степени (№ 22936, 29 марта 1945);
- Орден Славы 3-й степени (№ 106085, 17 августа 1944);
- Медаль «За отвагу» (1.04.1944).